# Tindfjallajökull
Tindfjallajökull és un estratovolcà situat a la regió de Suðurland, al sud d'Islàndia. Fruit de les seves erupcions ha expulsat roques basàltiques i riolites i es va formar una caldera de 5 quilòmetres d'amplada durant l'erupció de fa 54.000 anys. El volcà té una glacera de 19 km². El seu cim més alt, l'Ýmir, s'eleva fins als 1.462 msnm. Aquest cim pren el nom del gegant Ymir de la mitologia nòrdica. La darrera erupció va tenir lloc en un moment desconegut de l'Holocè.